# Круговский сельсовет
Круговский сельсовет — упразднённая административно-территориальная единица, существовавшая на территории Московской губернии и Московской области до 1954 года.
Круговский сельсовет был образован в первые годы советской власти. По данным 1923 года он входил в состав Лелечевской волости Егорьевского уезда Московской губернии.
В 1925 году к Круговскому с/с был присоединён Поцелуевский с/с.
В 1927 году из Круговского с/с были выделены Лосинский и Парфентьевский с/с.
По данным 1926 года сельсовет включал деревни Круги, Лосино, Парфентьево, Пашутино, Поцелуево, Соломаево и Фетюхино.
В 1929 году Круговский с/с был отнесён к Егорьевскому району Орехово-Зуевского округа Московской области. При этом к нему были присоединены Лосинский и Парфентьевский с/с.
14 июня 1954 года Круговский с/с был упразднён. При этом его территория была передана в Бобковский с/с.